# Pavarotti & Friends together for the children of Bosnia
Pavarotti & Friends together for the children of Bosnia è il terzo album registrato durante l'omonimo evento organizzato da Luciano Pavarotti, realizzato a Modena il 12 settembre 1995.

## Descrizione
L'album contiene duetti tra il tenore emiliano e grandi nomi della musica pop di quel periodo e brani cantati dagli ospiti della serata, registrati durante l'evento.

## Tracce
1. Zucchero Fornaciari – Per colpa di chi – 3:54
2. Luciano Pavarotti & Jovanotti – Serenata rap/ Mattinata – 4:13
3. Nenad Bach – Can we go higher? – 3:54
4. Luciano Pavarotti & Simon Le Bon – Ordinary World – 5:44
5. Gam Gam – Clap Clap – 4:46
6. Luciano Pavarotti, Brian Eno & Bono Vox – Miss Sarajevo – 6:07
7. Luciano Pavarotti & Zucchero – Così celeste – 4:44
8. Dolores O' Riordan & Simon Le Bon – Linger – 4:36
9. Luciano Pavarotti & Meat Loaf – Come back to Sorrento – 3:08
10. Jovanotti – Penso positivo – 6:00
11. Luciano Pavarotti & Michael Bolton – Vesti la giubba – 3:17
12. Meat Loaf – Heaven can wait – 5:09
13. Luciano Pavarotti & Dolores O' Riordan – Ave Maria – 3:53
14. Brian Eno & Bono Vox – One – 4:55
15. The Chieftains – The long black veil – 5:09
16. Luciano Pavarotti & The Chieftains – Funiculi funicula – 2:11
17. Luciano Pavarotti con tutti gli ospiti della serata – Nessun dorma – 2:54

## Cantanti partecipanti
- Brian Eno
- Bono
- Dolores O'Riordan
- Gam Gam
- Jovanotti
- Meat Loaf
- Michael Bolton
- Michael Kamen
- Nenad Bach
- Simon Le Bon
- The Chieftains
- Zucchero
- Piccolo Coro dell'Antoniano

## Successo commerciale
L'album ha venduto oltre un milione di copie nel mondo.

## Classifiche

### Classifiche settimanali
| Classifica (1996)              | Posizione massima |
| ------------------------------ | ----------------- |
| Austria                        | 5                 |
| Belgio (Fiandre)               | 7                 |
| Belgio (Vallonia)              | 12                |
| Europa                         | 9                 |
| Francia                        | 10                |
| Germania                       | 7                 |
| Italia                         | 9                 |
| Nuova Zelanda                  | 9                 |
| Paesi Bassi                    | 4                 |
| Regno Unito                    | 11                |
| Stati Uniti (Classical albums) | 1                 |
| Svizzera                       | 7                 |

### Classifiche di fine anno
| Classifica (1996) | Posizione |
| ----------------- | --------- |
| Austria           | 39        |
| Europa            | 84        |
| Germania          | 57        |
| Italia            | 87        |
| Paesi Bassi       | 28        |

## Ascolti TV
| Puntata           | Telespettatori | Share  |
| ----------------- | -------------- | ------ |
| 12 settembre 1995 | 8.568.000      | 36,41% |